# Coqui-frankolin
A Coqui-frankolin (Campocolinus coqui), korábban (Peliperdix coqui) a madarak osztályának tyúkalakúak (Galliformes) rendjébe a fácánfélék (Phasianidae) családjába és a fogolyformák (Perdicinae) alcsaládjába tartozó faj.

## Rendszerezés
Egyes rendszerbesorolások a Francolinus nemhez sorolják Francolinus coqui néven.

## Előfordulása
Angola, Botswana, Burundi, a Dél-afrikai Köztársaság, a Kongói Demokratikus Köztársaság, a Kongói Köztársaság, Etiópia, Gabon, Kenya, Malawi, Mali, Mauritánia, Mozambik, Namíbia, Niger, Nigéria, Ruanda, Szváziföld, Tanzánia, Uganda, Zambia és Zimbabwe területén honos.

## Alfajai
- Campocolinus coqui spinetorum (Bates, 1928) - Mauritánia, Mali, Niger és Nigéria északi része
- Campocolinus coqui maharao (W. L. Sclater, 1927) - Etiópia déli része és Kenya középső és keleti része
- Campocolinus coqui hubbardi (Ogilvie-Grant, 1895) - Kenya déli része és Tanzánia északi része
- Campocolinus coqui coqui (A. Smith, 1836) - Gabon, a Kongói Köztársaság, a Kongói Demokratikus Köztársaság, Uganda, Ruanda, Burundi, Zambia, Zimbabwe, Malawi, Mozambik, Szváziföld,  a Dél-afrikai Köztársaság, Angola, Botswana és Namíbia

## Életmódja
A talajon párban élő madár, csak akkor repül, ha rákényszerítik. Magvakkal és rovarokkal táplálkozik.

## Külső hivatkozás
- Képek az interneten a fajról
- Internet Bird Collection - videók a fajról